# Caaguazú (departement)

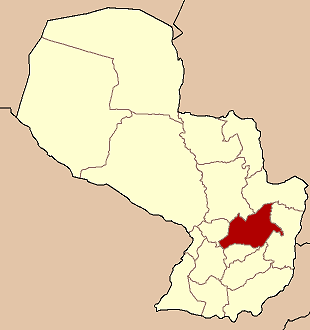
Departementets läge.

Departementets flagga.

Departementet Caaguazú (Departamento de Caaguazú) är ett av Paraguays 17 departement.

## Geografi
Caaguazú har en yta på cirka 11 474 km² med cirka 436 000 invånare. Befolkningstätheten är 38 invånare/km². Departementet ligger i Región Oriental (Östra regionen).
Huvudorten är Coronel Oviedo med cirka 48 000 invånare.

## Förvaltning
Distriktet förvaltas av en Gobernador och har ordningsnummer 5, ISO 3166-2-koden är "PY-5".
Departementet är underdelad i 19 distritos (distrikt):
- Caaguazú
- Carayaó
- Coronel Oviedo
- Doctor Cecilio Báez
- Doctor J. Eulogio Estigarribia
- Doctor Juan Manuel Frutos
- José D Ocampos
- La Pastora
- Mariscal Francisco Solano López
- Nueva Londres
- Raúl Arsenio Oviedo
- Repatriación
- R. I. Tres Corrales
- San Joaquín
- San José de los Arroyos
- Santa Rosa del Mbutuy
- Simón Bolívar
- Tres de Febrero
- Yhú

Distrikten är sedan underdelade i municipios (kommuner).